# Beliu
Beliu é uma comuna romena localizada no distrito de Arad, na região histórica da Transilvânia. A comuna possui uma área de 36.95 km² e sua população era de 3278 habitantes segundo o censo de 2007.